# Andrew Dalby
Andew Dalby (né en 1947 à Liverpool) est un linguiste, traducteur et historien britannique.
Il écrit des articles et des livres sur un grand éventail de sujets, notamment l'histoire des aliments, le langage et la littérature classique.

## Ses débuts
Dalby étudie le latin, le français et le grec ancien à la Grammar School de Bristol puis à l'Université de Cambridge. Là, il étudie aussi les Langues romanes et la linguistique et obtient un diplôme en 1970.
Dalby travaille quinze ans à la bibliothèque de l'Université de Cambridge, par la suite en se spécialisant sur l'Asie du Sud. Il se familiarise avec d'autres langues à cause de ses travaux, pour lesquels il a à travailler avec des publications périodiques étrangères et avec l'Asie du Sud et l'Asie du Sud-Est. Il écrit aussi des articles sur des sujets concernant le multilinguisme en relation avec la bibliothèque et ses collections.
En 1982 et 1983, il collabore avec Sao Saimong en cataloguant la Collection Scott de manuscrits et des documents venant de Birmanie (en particulier de l'État Shan) et d'Indochine. Ensuite, Dalby publie une courte biographie de l'employé colonial et explorateur J. G. Scott, qui a constitué la collection. Pour l'aider dans cette tâche, il étudie de nouveau à Cambridge, le Sanskrit, l'Hindi et le Pali et à Londres le Birman et le Thaï.

## Regent College et écrits culinaires
Après avoir fréquenté Cambridge, Dalby travaille à Londres à aider à démarrer la bibliothèque du Regent's College et à rénover une autre bibliothèque (Goodenough College). Il est aussi nommé Bibliothécaire honoraire de l'institut linguistique, le Institute of Linguists. Il écrit régulièrement dans les colonnes de la revue The Linguist. Il travaille à temps partiel au Birkbeck College à Londres sur l'histoire ancienne (en 1987–93), ce qui améliore ses connaissances en latin et en grec. Son Dictionnaire des langues (Dictionary of Languages) est publié en 1998. Suit en 2002 Langue en danger (Language in Danger) sur la disparition des langues et l'avenir menacé par le monolinguisme.
Dans le même temps, Dalby se met à travailler sur l'histoire de la nourriture et contribue à la revue d'Alan Davidson, Petits Propos Culinaires. Par la suite, il assiste Davidson de façon informelle pour l'ouvrage Oxford Companion to Food. Le premier livre sur l'histoire de la nourriture d'Andrew Dalby, Siren Feasts, paraît en 1995 et gagne le prix Runciman. Ce livre est aussi bien connu en Grèce où il est traduit sous le titre de Seireneia Deipna. En parallèle, Dalby travaille avec Sally Grainger au livre de cuisine classique (The Classical Cookbook), le premier livre historique de cuisine allant d'Apicius à d'autres sources de grec ancien et romaines dans lesquelles se trouvent les recettes.
Goûts dangereux (Dangerous Tastes), sur l'histoire des épices, est élu livre culinaire de la Guilde des écrivains sur la nourriture de l'année 2001. Ce travail conduit aussi Dalby à rédiger un premier article pour le magazine Gastronomica, dans lequel il retrace l'exploration désastreuse de Gonzalo Pizarro à la recherche de la cannelle à l'est de l'Équateur, en montrant comment le mythe de la « Vallée de la cannelle » est né et en identifiant les espèces, ce qui est à l'origine de la légende. La biographie de Bacchus (The story of Bacchus) de Dalby inclut une adaptation, rare en anglais, de l'histoire de Prosymnos et le prix qu'il demande en échange de guider Dionysos vers l'Hadès. Son épilogue du Satyricon de Pétrone combine un commentaire gastronomique sur le « Festin chez Trimalcion » un dénouement inspiré par le destin de Pétrone lui-même.

## Littérature classique
Redécouvrir Homère (Rediscovering Homer) est un écrit issu de deux articles académiques des années 1990 dans lequel Dalby est d'avis que Iliade et Odyssée doivent être vus comme appartenant au même monde que celui des poètes lyriques de la Grèce antique mais d'un genre moins aristocratique. En retournant à ces thèmes, Andrew Dalby met en lumière le poète inconnu qui, après l'époque des écrits attribués à Homère traditionnellement, enfin voit l'Iliade et Odyssée enregistrés par écrit. Comme il suggère, basé sur ce qu'on peut juger des centres d'intérêt de ce poète et sur les circonstances où la poésie orale est enregistrée séparément, "il est possible, et même probable, que ce poète soit une femme.".

## Étude des langues
L'ouvrage de Dalby, Langue en danger : la perte de la diversité linguistique et la menace pour notre avenir (Language in Danger: The Loss of Linguistic Diversity and the Threat to Our Future), se focalise sur le déclin et l'extinction des langues des temps anciens à l'ère moderne. Dalby attribue cette perte à l'émergence de groupes politiques centralisés, à l'expansion des technologies de communication, et à l'hégémonie de la langue anglaise.
Dalby caractérise les langues en danger et discute le sens de leur disparition, ce qu'il estime se produire à la fréquence d'une langue toutes les deux semaines.
Il déclare que le monde se réduit avec chaque langue qui s'éteint parce qu'elle encapsule des « connaissances locales et des façons de considérer la condition humaine qui meurt avec le dernier locuteur ». Il aborde aussi la façon dont des langues plus puissantes en neutralisent d'autres, en utilisant, comme exemple, l'expansion du latin et les extinctions qui se sont produites autour de la Méditerranée pendant la période classique et note un schéma similaire pour l'irlandais, le Gallois et plusieurs Langues amérindiennes et Langues aborigènes d'Australie qui ont fait face à un monde anglophone où elles sont "bannies de l'école afin de forcer les groupes minoritaires à parler la langue de la majorité". Dalby écrit que les temps ont changé en encourageant les langues des minorités et que beaucoup de langues ont pu être sauvées. Son compte est décrit comme rédigeant par The Wall Street Journal. Ce livre conteste la recommandation d'une unique Langue véhiculaire comme une manière pour atteindre un monde meilleur, plus heureux, plus paisible.

## Œuvres
- 1993 : South East Asia: a guide to reference material
- 1995 : Siren Feasts: a history of food and gastronomy in Greece
- 1996 : The Classical Cookbook
- 1998 : Cato: On Farming (traduction et commentaires)
- 1998 : Dictionary of Languages
- 1998 : Guide to World Language Dictionaries
- 2000 : Empire of Pleasures: Luxury and Indulgence in the Roman World
- 2000 : Dangerous Tastes: the story of spices
- 2002 : Language in Danger; The Loss of Linguistic Diversity and the Threat to Our Future Columbia University 329 pages[8]
- 2003 : Flavours of Byzantium
- 2003 : Food in the ancient world from A to Z
- 2005 : Bacchus: a biography
- 2005 : Venus: a biography
- 2006 : Rediscovering Homer
- 2009 : The World and Wikipedia
- 2009 : Cheese: a global history